# Баклан великий
Бакла́н вели́кий (Phalacrocorax carbo) — водно-болотний птах роду баклан (Phalacrocorax) родини бакланових.

## Опис
Завдовжки до 90 см, довжина крила 34–37 см. Вони важать від 2.6 до 3.7 кг. Самці й самиці зовні схожі, але самці на 5–10 % довші, і до 20 % важчі. Птах зі струнким тулубом, витягнутою шиєю перетинчастими лапами та витягнутим дзьобом (6.2–8.2 см). Хвіст має 14 стернових пер. Чорний з зеленуватим блиском, горло і щоки білі, гола пляма з боків дзьоба жовта і заходить за кут рота. Очі зеленуваті. У деяких особин на стегні влітку біла пляма. У дорослих голова і шия іноді сиві. Молоді птахи сіро-бурі зі світлим черевом. У польоті виглядає наче чорний хрест.

## Розповсюдження
Зустрічається у Північній Америці, Гренландії, Європі (переважно Центральній та на Балканах, Лапландії), Північній Африці, Південній Азії (насамперед у Казахстані) і навіть в Австралії та Новій Зеландії. Гніздиться у Середній Азії та країн Середземномор'я.З початку 1980-х років чисельність гніздових популяцій виду збільшилася майже в усіх країнах Європи, що призвело до його інтенсивної територіальної експансії. 
В Україні гніздиться майже на всій території. В континентальній частині гніздування приурочене до великих водойм з достатньою кормовою базою, та риборозплідних ставків.  Під час міграцій трапляється на більшій частині суходолу; зимує біля морського узбережжя, в пониззях Дніпра, Дунаю та Дністра.

## Чисельність
Чисельність в Європі станом на 2000 р. було оцінено в 310—370 тис. пар, в Україні — 65—75 тис. пар. Розмір популяції швидко збільшується.

## Спосіб життя

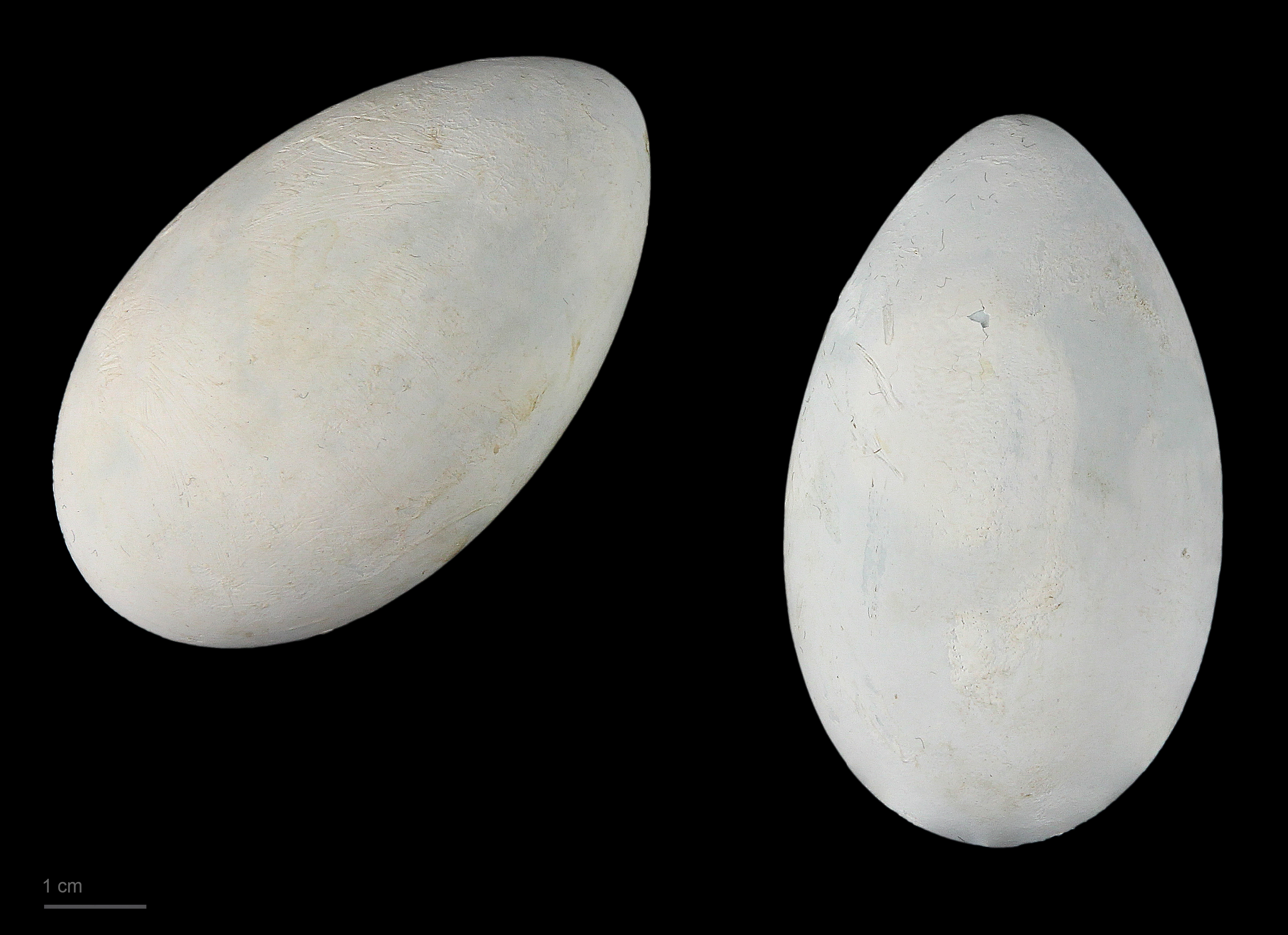
Яйця баклана в оологічній колекції. Тулузький музей

Зустрічається як на морі, так і на річках і озерах. Для нього важливо лише, щоб водойми були досить багаті рибою, зручні для полювання, відповідали необхідним умовам безпеки і підходили для гніздування. Цей баклан тримається також на великих відкритих і широких річках, навіть у гірських масивах. Тут зустрічається на висоті до 1500 метрів над рівнем моря. У воді намокає і часто сидить на кілках рибальських сіток, розпустивши крила для просушки. Живиться лише рибою.

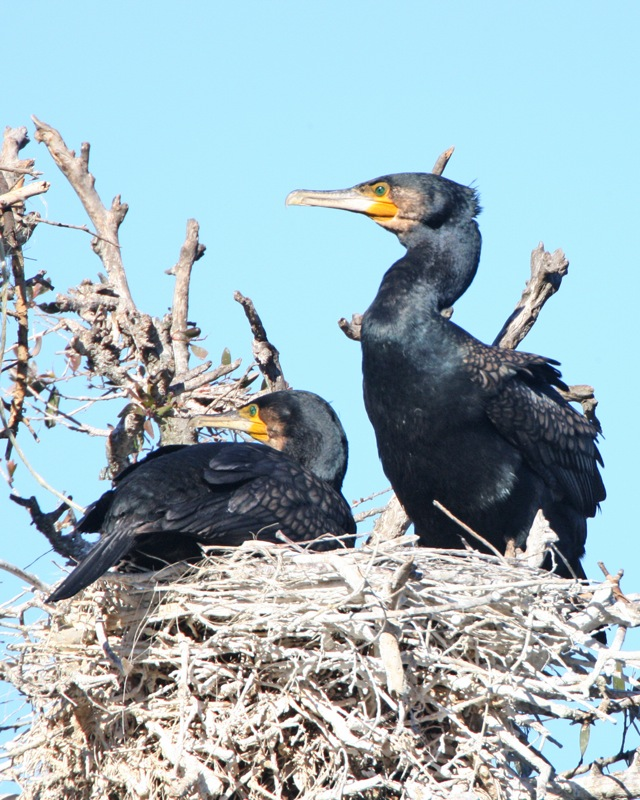
Гніздо

Плаває чудово, може триматися на воді у напівзануреному стані або так, що помітно лише шию і голову, чи тільки голову. Вельми майстерно птах пірнає, діє під водою не лише ногами, а й крилами, мовби летить під водою, роблячи різкі повороти, піднімаючись і опускаючись. Завдяки цьому намічена риба рідко йде від переслідування. М'язи голови у баклана надзвичайно сильні, а гострі краї дзьоба врізаються в здобич, що тій неможливо вирватися. Заковтує рибу баклан, виринувши на поверхню, швидко перекидаючи її так, щоб вона пішла в горло головою вперед, і високо закидаючи при цьому дзьоб. Цей птах дуже жадібний, їсть багато і часто хапає рибу, яка насилу проходить в його стравохід. Бувають випадки, що баклани гинуть, немаючи змоги проковтнути або викинути занадто велику рибу.
Гніздиться колоніями близько біля води. На морських узбережжях влаштовується на низинних островах поблизу гирла річок, на скелях і каміннях. Охоче влаштовує гнізда на деревах: там, де є хоч якась деревна рослинність, нехай навіть у вигляді невеликого гаю, вона використовується великим бакланом для обладнання колоній. Селиться також у колоніях граків і чапель. Гніздо являє складену з очерету многокутну, майже круглу колонку, близько метра у висоту і близько третини метра в діаметрі. Колонка ця густо вкрита послідом птиці і навмисне їм обмазана. Внутрішність гнізда, дуже неглибока, трохи встелена верхівках очерету і майже зовсім не містить пуху; втоптана вона дуже щільно. У деяких гнізд є невелика кількість риби, припасені для пташенят раннього виведення. Пліч-о-пліч з таким гніздом розташовані інші, і такі групи розкидані на відстані 3-4 кроків один від одного. Усі вони розташовані по вигину водойми.
Баклан викладає білі яйця з шорсткою шкаралупою. Порожня шкаралупа на просвіт має зеленувате забарвлення. Довжина яєць коливається між 55 і 61 мм, вони завширшки від 34 до 38 мм. Гніздовий період відбувається у квітні-червні.

## Цікавинки
Рибальство за допомогою бакланів, практикується у Китаї, Японії та інших країнах по всьому світу. Задля цього,

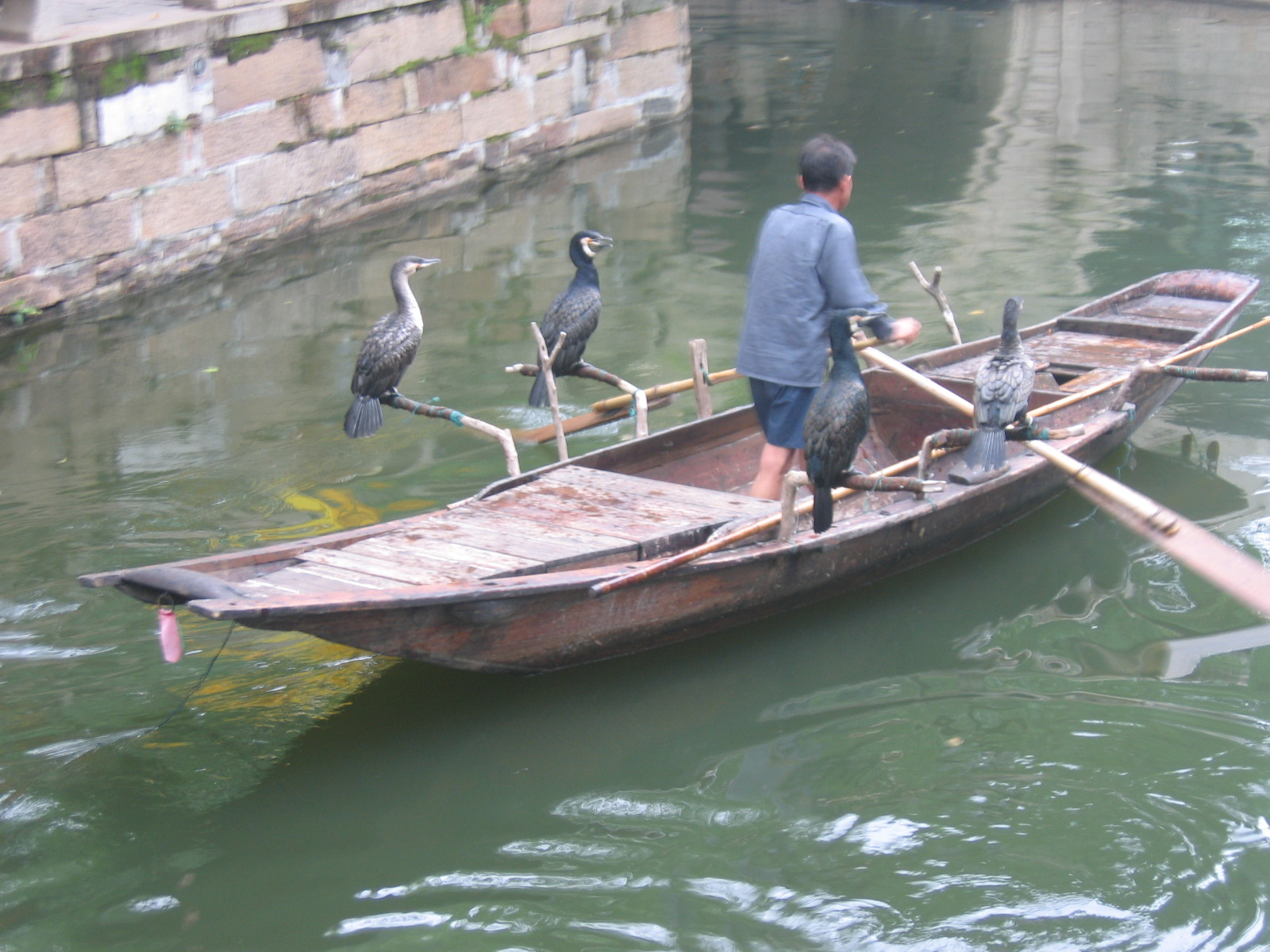
Використання великих бакланів для риболовлі. Китай, 2005

рибалки перев'язують горла бакланів мотузками, досить щільно, щоби запобігти ковтанню, і використовують їх з невеликих човнів. Баклани ловлять рибу, та не мають можливості повністю її проковтнути, тож рибалки добувають рибу, для чого, просто змушують бакланів відкривати рот, шляхом задіяння, мабуть, рефлексу регургітації.